# Drawing Restraint 9 (film)
Drawing Restraint 9 è un film del 2005 diretto da Matthew Barney.
Il film fa parte di un progetto che consiste in un lungometraggio, alcune sculture di grandi dimensioni, fotografie, disegni e libri. La serie Drawing Restraint è composta da 19 componenti numerati e relativi materiali: alcuni episodi sono video, altri installazioni scultoree o disegni.

## Trama
La Nisshin Maru, nave baleniera di fabbricazione giapponese, compie il suo viaggio annuale verso l'Antartide. Sul ponte della nave avviene il processo di fusione di una scultura di gelatina di petrolio da 25 tonnellate, che rivaleggia con le dimensioni di una balena. Sottocoperta, un uomo e una donna partecipano come ospiti a una cerimonia del tè, dove vengono formalmente fidanzati dopo essere arrivati sulla nave come estranei.
Gli ospiti attraversano una trasformazione emotiva e fisica che si trasfigura lentamente da mammiferi terrestri in mammiferi marini, mentre si innamorano. La scultura in vaselina passa simultaneamente attraverso stati mutevoli, dal caldo al freddo, e dall'architettura al primordiale. Le doppie narrazioni, quella scultorea e quella romantica, arrivano a riflettersi a vicenda fino al punto culminante in cui diventano completamente reciproche.

## Produzione
Barney ha creato Drawing Restraint 1-6 mentre era ancora uno studente universitario alla Yale University e ha completato Drawing Restraint 16 nel 2007 alla Serpentine Gallery di Londra. Con una colonna sonora composta da Björk, Drawing Restraint 9 è una storia d'amore non convenzionale ambientata in Giappone. La struttura narrativa è costruita su temi come la religione shintoista, la cerimonia del tè, la storia della caccia alle balene e la sostituzione del grasso con petrolio raffinato per il petrolio.